# Павлішен Юрій Іванович
Павлішен Юрій Іванович  (нар. 24 березня 1956, Заміхів, Новоушицький район, Хмельницька область, УРСР) — хірург вищої кваліфікаційної категорії, науковець, кандидат медичних наук (2005), доцент, Заслужений лікар України(2003), головний позаштатний ортопедо-травматолог Департаменту охорони здоров’я Хмельницької обласної державної адміністрації (1997), завідувач відділення ортопедії та травматології Хмельницької обласної лікарні, регіонального центру ендопротезування суглобів, центру травми другого рівня.

## Біографія
Народився 24 березня 1956 року в с.Заміхів, Новоушицького району, Хмельницької області в родині медиків.
В 1972 році закінчив Новоушицьку середню школу.
- 1972-1978 — навчання на лікувальному факультеті Чернівецького державного медичного інституту.
- 1978-1984 — травматолог та загальний хірург Хмельницької центральної районної лікарні.
- 1984-1997 — лікар-травматолог Хмельницької обласної лікарні.
- З 1997 — завідувач відділенням ортопедії та травматології Хмельницької обласної лікарні.

Одружений. Дружина Галина Павлівна — терапевт, завідувач терапевтичним відділенням Хмельницької районної лікарні. Донька Тетяна також продовжила династію лікарів, вона — лікар-дерматовенеролог.

## Наукова діяльність
Провідний спеціаліст в області проведення оперативних втручань при ендопротезуванні кульшових, колінних, плечових та ліктьових суглобів, сучасних методів остеосинтезу, оперативних втручань на хребті, кістках таза, захворювань суглобів та кісток.
З самого початку трудової діяльності Юрій Іванович Павлішен широко запроваджував нові методики обстеження, лікування та оперування, сучасні технології імплантування, отримані під час навчання на курсах у провідних інститутах та ортопедо-травматичних центрах.
Одним із перших впровадив в області оперативні втручання по імплантації штучних кульшових та колінних суглобів, артроскопічні операції, реконструктивно-відновні операції опорно-рухового апарату, позавогнищевий остеосинтез, пластичні оперативні втручання, оперативні втручання на кістках таза, на хребті (зокрема — пункційна вертебропластика, передня стабілізація хребта, транспендикулярна фіксація).
Брав активну участь у впровадженні ендопротезувань суглобів в Тернопільській, Волинській та Закарпатській областях, зокрема провів ряд показових операцій.
З 2011 року в Хмельницькій області організовано 6 центрів травми І рівня (в центральних районних лікарнях) і центр травми ІІ рівня (на базі Хмельницької обласної лікарні).
З 1998 року Павлішен Ю. І. очолює Асоціацію ортопедо-травматологів Хмельницької області, член правління Асоціації ортопедо-травматологів України.
Брав участь у багатьох конгресах, з'їздах, симпозіумах, науково-практичних конференціях з ортопедії і травматології в Україні та за кордоном.
Автор більше 40 наукових статей.
Широко займається підготовкою молодих лікарів, лікарів-інтернів, має своїх учнів.

## Нагороди та відзнаки
Професійна на громадська діяльність Юрія Івановича неодноразово відзначалась почесними грамотами Міністерства охорони здоров'я України, Хмельницької обласної державної адміністрації, Хмельницької обласної та міської рад.
- Заслужений лікар України (2003).